# Z
A Z a latin ábécé 26., a kiterjesztett magyar ábécé 43. betűje. Számítógépes használatban az ASCII kódjai: nagybetű – 90, kisbetű – 122. Unicode kódjai: Nagybetű: U+005A, kisbetű: U+007A. A latin nyelvben a görög ábécé dzéta (Ζ, ζ) betűjének átvétele, ahol eredeti hangértéke dz (vagy zd) lehetett.

## Hangértéke
A magyarban és a legtöbb latin betűs nyelvben a dentális zöngés réshangot jelöli. Néhány nyelvben azonban eltérő a kiejtése:
| Nyelv         | Kiejtés       | Példa                                          | Megjegyzés                                               |
| ------------- | ------------- | ---------------------------------------------- | -------------------------------------------------------- |
| afrikaans     | [s]           | zoo [soː]                                      | csak idegen eredetű szavakban és nevekben található      |
| angol         | [z]           | zone [zoʊn]                                    | általában                                                |
| angol         | [ʒ]           | azure [ˈæʒə] vagy [ˈæʒjʊə]; Amerikában [ˈæʒəɾ] | ritkán, általában „lágyító”, /j/-s hangok előtt          |
| baszk         | [s]           | zahagi [saˈhagi] vagy [saˈagi]                 |                                                          |
| dán           | [s]           | zulu [ˈsulu]                                   | csak idegen eredetű szavakban és nevekben található      |
| észt          | [s]           | zett [settː]                                   | csak idegen eredetű szavakban és nevekben található      |
| finn          | [t͡s] vagy [s] | zeniitti [ˈt͡seniːtti] vagy [ˈseniːtti]         | csak idegen eredetű szavakban és nevekben található      |
| lengyel       | [z]           | złotnik [ˈzwɔtɲik]                             | általában                                                |
| lengyel       | [s]           | oraz [ˈɔras]                                   | szó végén, zöngétlen hangok előtt                        |
| lengyel       | [ʑ]           | poziom [ˈpɔʑɔm]                                | i előtt                                                  |
| máltai        | [t͡s]          | zokk [t͡sɔkː]                                   | olasz eredetű szavakban lehet [d͡z] is                    |
| német         | [t͡s]          | Zahl [t͡saːl]                                   |                                                          |
| norvég        | [s]           | zulu [ˈsʉlʉ]                                   | csak idegen eredetű szavakban és nevekben található      |
| olasz         | [t͡sː]         | zio [ˈt͡sːiːo]                                  | általában                                                |
| olasz         | [d͡zː]         | zona [ˈd͡zːoːna]                                | ritkán, nincs rá szabály                                 |
| portugál      | [z]           | prazo [ˈpɾazu]                                 | általában                                                |
| portugál      | [ʒ]           | luz [łuʒ]                                      | zöngés mássalhangzó előtt és szó végén                   |
| spanyol       | [θ] vagy [s]  | paz [paθ] vagy [pas]                           | Spanyolországban [θ], más spanyol nyelvű területeken [s] |
| svéd          | [s]           | zulu [ˈsɵlɵ]                                   | csak idegen eredetű szavakban és nevekben található      |
| szláv nyelvek | [z]           | za [za]                                        | általában                                                |
| szláv nyelvek | [s]           | raz [ras]                                      | szó végén és zöngétlen mássalhangzó előtt                |

## Jelentései

### Filmművészet
- Dragon Ball Z
- Z: Zorro jele
- Z, avagy egy politikai gyilkosság anatómiája (1969): Costa-Gavras filmje
- Z, a hangya (1998): animációs mesefilm

### Fizika
- z: a Descartes-féle térbeli koordináta-rendszer függőleges koordinátájának jele

### Katonai szimbólum

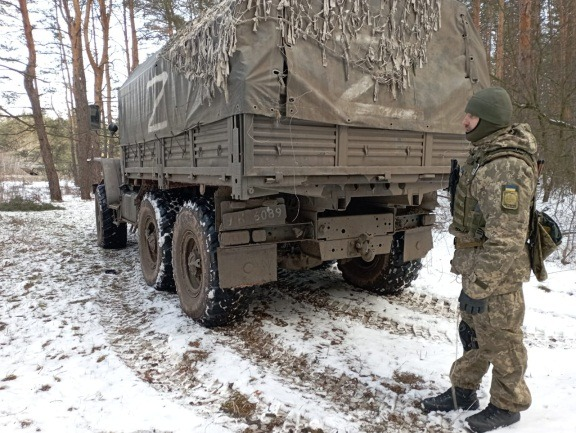
Z jelzésű orosz katonai teherautó Ukrajnában

A Z katonai szimbólummá vált 2022-ben, miután Oroszország inváziót indított Ukrajna ellen. A támadó oroszok a harckocsijaikat Z, O és V festéssel látják el, hogy meg tudják különböztetni egységeiket az ukránok hasonló tankjaitól. Az egyik feltételezés szerint a Z-jel a Donyec-medence térségében támadó keleti hadosztály azonosító jele. Az orosz ábécében egyébként nem szereplő betű hamar a háborút támogató oroszok szimbólumává vált, a háborúpárti lakosok Z-t festenek autóikra és pólójukra, de a jel megjelenik koncerteken és kormánypárti demonstrációkon is. A 20 éves Ivan Kuljak orosz tornász, a 2022-es dohai tornász világkupaverseny harmadik helyezettje, azzal került be a hírekbe, hogy a dobogón állva is mezén hordta a Z szimbólumot.

### Kémia
- Z: a rendszám (protonszám) jele
- z: egy ion töltését jelöli (pl. Faraday törvényeiben)

### Matematika
- Z: az egész számok halmazának jele
- Zn+, {\displaystyle \mathbb {Z} _{n}^{+}}, vagy pontatlanabbul csak Zn, az egész számok maradékosztályainak additív csoportja.